# Hölzerne Artikularkirche von Leštiny

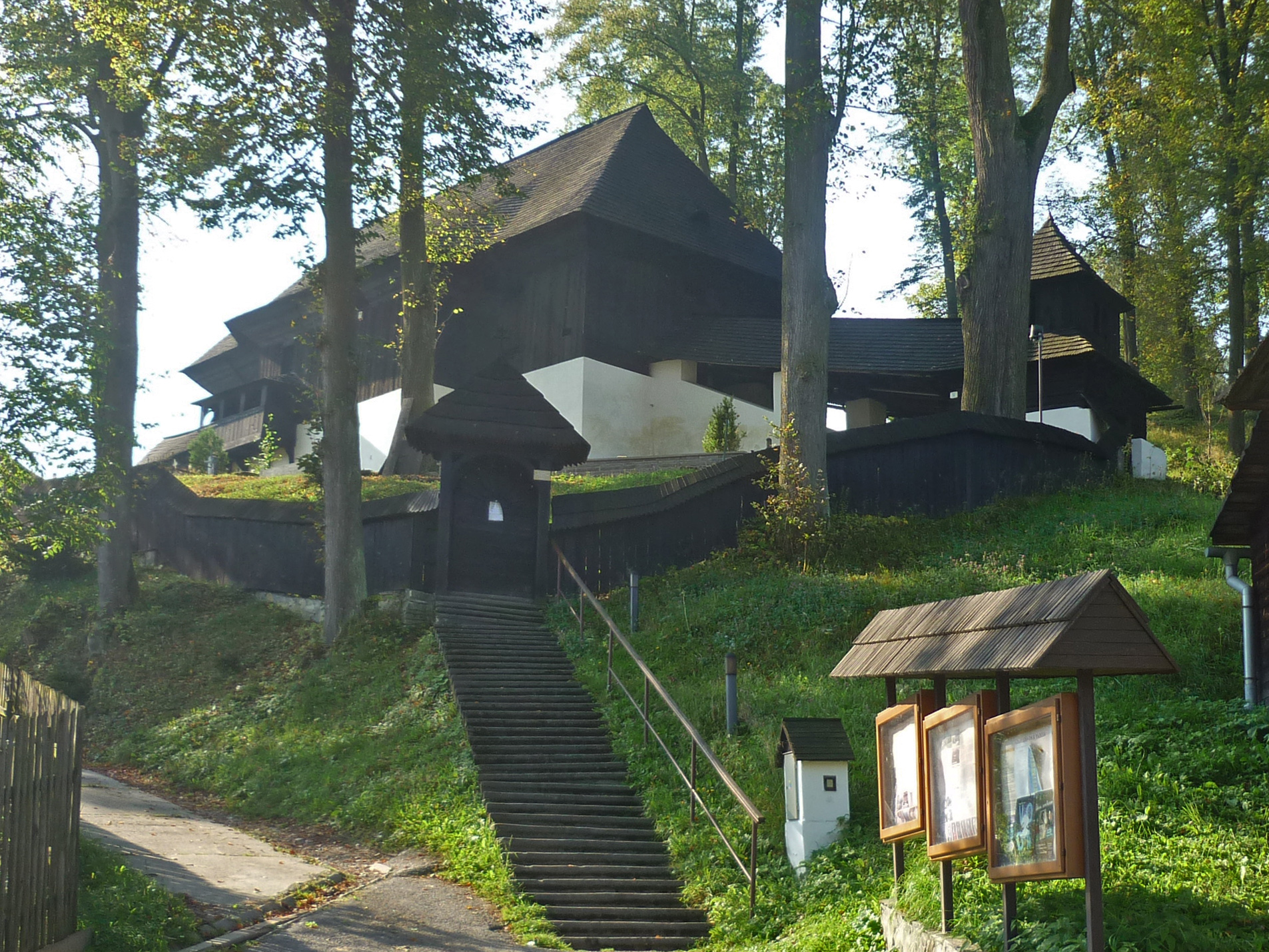
Artikularkirche in Leštiny

Die evangelische Artikularkirche (slowakisch Artikulárny kostol) liegt im nordslowakischen Ort Leštiny in der traditionellen Landschaft Orava (deutsch Arwa) und ist eine von fünf verbleibenden hölzernen Artikularkirchen in der Slowakei. Sie befindet sich auf einer bewaldeten Anhöhe südlich des Dorfzentrums und ist mit dem Ort über eine Treppe verbunden.
Gebaut wurde die Kirche gemäß den Beschlüssen des Ödenburger Landtages von 1681, d. h., an einem festgelegten Standort, dazu höchstens zwei Kirchen pro Komitat sowie eine für jede königliche Freistadt. Im Komitat Arwa wurden die Standorte in Istebné (gebaut, bis heute erhalten) und in Vyšný Kubín festgelegt. Da die örtliche römisch-katholische Bevölkerung sich gegen den Bau einer evangelischen Kirche wehrte, wurde zuerst der abgelegene und schwer zugängliche Ort Srňacie (heute Stadtteil von Dolný Kubín) gewählt, bevor sich man 1688 auf Leštiny einigte. Der Standortwechsel wurde dann am 28. Mai 1721 von Karl III. gutgeheißen und der Bau der neuen Kirche gestattet.
Das genaue Baujahr ist nicht mit Sicherheit bekannt. Die in der Literatur häufig angegebenen Baujahren 1688–1689 sind mit Bezug auf oben angegebene Tatsachen nicht korrekt, allerdings ist ein Vorgängerbau in Form eines kleinen hölzernen Bethauses nicht ausgeschlossen. Die neue Kirche entstand auf einem Grundstück, das Jób Zmeškal aus der örtlichen landadligen Familie Zmeśkal, Hauptmann der Burgwache an der Arwaburg und erster Vizegespan des Komitats Arwa, zur Verfügung gestellt hatte. Nach einer dendrologischen Untersuchung aus dem Jahr 2007 wurde das Tannen- und Fichtenholz für den Bau wahrscheinlich zwischen 1722 und 1725 gewonnen, somit geht man von einem Bau im Jahr 1725 oder 1726 aus. In den 1770er Jahren wurde die Kirche saniert, wobei die rustikale Fassade durch eine Verschalung aus Brettern ersetzt wurde. Im Inneren wurden 1775 die ursprünglichen Wandmalereien aus dem späten 17. Jahrhundert durch neue übermalt. Schließlich entstand 1877 neben der Kirche ein Glockenturm, der zu einem späteren Zeitpunkt durch ein gedecktes Treppenhaus mit dem Kirchenbau verbunden wurde.
Im Inneren befinden sich neben den Wandmalereien ein barocker Altar mit Holzschnitten aus dem späten 17. Jahrhundert sowie eine reichlich verzierte Kanzel aus dem Anfang des 18. Jahrhunderts.
Seit 2008 ist die Kirche Teil des UNESCO-Welterbes: „Holzkirchen im slowakischen Teil der Karpaten“.